# Землелаз довгодзьобий
Землелаз довгодзьобий (Upucerthia dumetaria) — вид горобцеподібних птахів родини горнерових (Furnariidae). Мешкає в Південній Америці.

## Опис

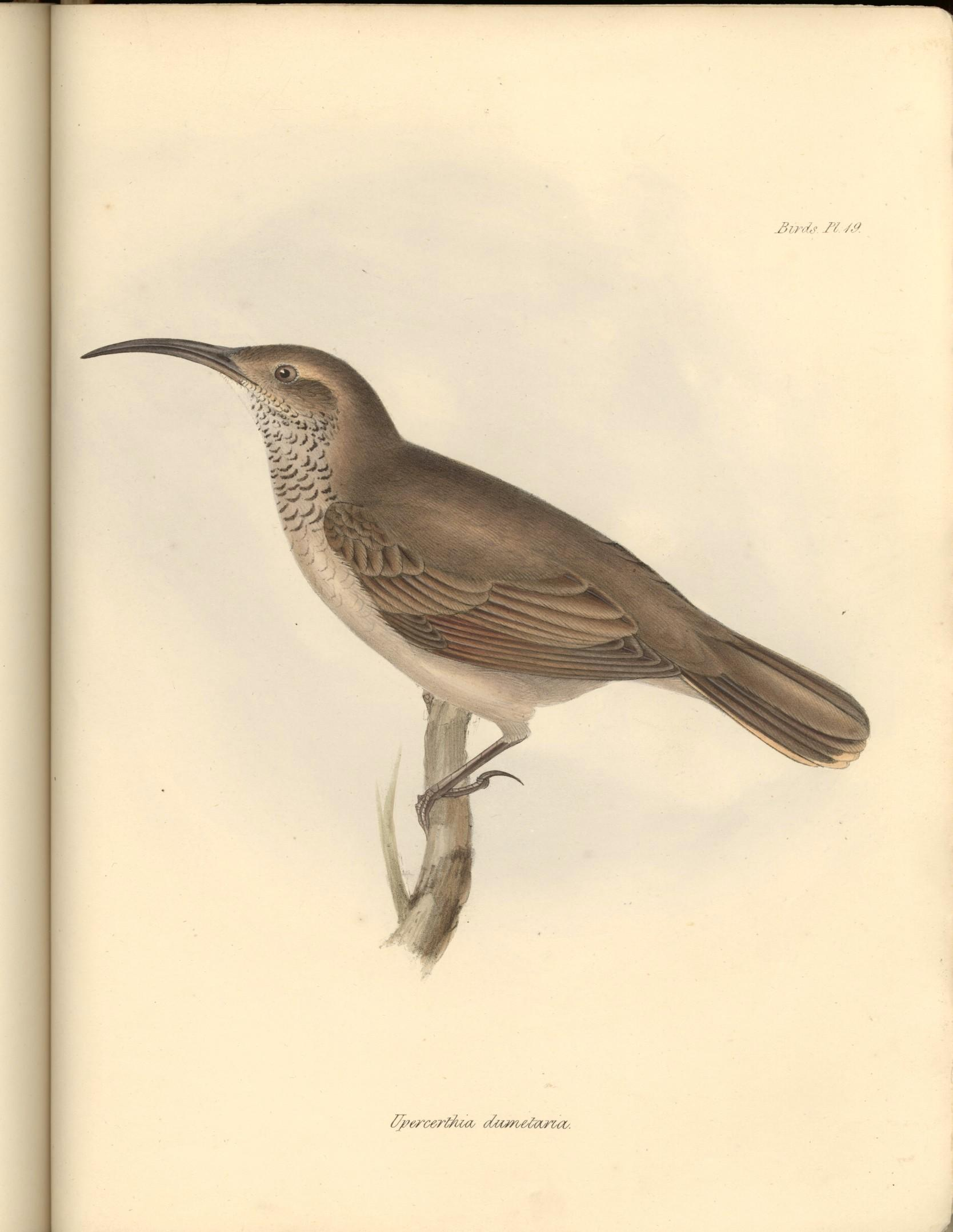
Довгодзьобий землелаз

Довжина птаха становить 22 см враховуючи довгий хвіст і тонкий, вигнутий дзьоб, вага 42,5 г, розмах крил 30 см. Верхня частина тіла сірувато-бура, нижня частина тіла білувата. Горло і груди поцятковані темним, лускоподібним візерунком. Хвіст на кінці світло-коричневий.

## Підвиди
Виділяють три підвиди:
- U. d. peruana Zimmer, JT, 1954 — Анди на півдні Перу (Пуно);
- U. d. hypoleuca Reichenbach, 1853 — південно-західна Болівія, північне і центральне Чилі (від Антофагасти до Мауле) і західна Аргентина (від Жужуя до півночі Ріо-Негро і півдня Кордови);
- U. d. dumetaria Geoffroy Saint-Hilaire, I, 1832 — південь Чилі (Айсен, Магальянес), центральна і південна Аргентина (від Кордови і Буенос-Айреса до півночі Вогняної Землі).

Патагонський землелаз раніше вважався конспецифічним з довгодзьобим землелазом, однак був визнаний окремим видом.

## Поширення і екологія
Довгодзьобі землелази мешкають в Перу, Болівії, Аргентині і Чилі. Взимку частина популяції мігрує на північ, досягаючи південного Уругваю. Довгодзьобі землелази живуть в чагарникових заростях і степах Патагонії та у високогірних чагарникових заростях Анд. Зустрічаються на висоті до 4000 м над рівнем моря. Живляться комахами та іншими дрібними безхребетними. Гніздяться в норах глибиною 1-2 м. Гніздо чашоподібне, в кладці від 3 до 5 яєць.